# Herrarnas K-2 1000 meter i kanotsport vid olympiska sommarspelen 1972
Herrarnas K-2 1000 meter vid olympiska sommarspelen 1972 hölls i Västtyskland. 

## Medaljörer
| Gren            | Guld                                             | Silver                          | Brons                                     |
| K-2, 1000 meter | Sovjetunionen Nikolaj Gorbatjov Viktor Kratasiuk | Ungern József Deme János Rátkai | Polen Władysław Szuszkiewicz Rafal Piszcz |

## Resultat

### Heat
| Heat 1 |                                                       |         |    |
| 1.     | József Deme och János Rátkai (HUN)                    | 3:41,63 | QS |
| 2.     | Günther Pfaff och Helmut Hediger (AUT)                | 3:43,34 | QS |
| 3.     | Vasil Chilingrov och Aleksandar Donkov (BUL)          | 3:45,06 | QS |
| 4.     | Jens Sørensen och Jørgen Andersen (DEN)               | 3:46,32 | QR |
| 5.     | Jean-Pierre Cordebois och Didier Niquet (FRA)         | 3:52,12 | QR |
| 6.     | Adrian Powell och Graham Johnson (AUS)                | 3:53,23 | QR |
| 7.     | Herminio Menéndez och José María Esteban (ESP)        | 3:53,92 | QR |
| 8.     | Edicto Gilbert och Rogelio Chirino (CUB)              | 3:57,41 | QR |
| 9.     | Howard Watkins och Brendan O'Connell (IRL)            | 3:59,04 | QR |
| Heat 2 |                                                       |         |    |
| 1.     | Reiner Kurth och Alexander Slatnow (GDR)              | 3:46,05 | QS |
| 2.     | Władysław Szuzkiewicz och Rafal Piszcz (POL)          | 3:48,13 | QS |
| 3.     | Paolo Malacarne och Francesco De Santis (ITA)         | 3:50,06 | QS |
| 4.     | Dennis Barré och Jean Barre (CAN)                     | 3:51,30 | QR |
| 5.     | Douglas Parnham och Robert Avery (GBR)                | 3:51,93 | QR |
| 6.     | Berndt Andersson och Bo Berglund (SWE)                | 3:54,75 | QR |
| 7.     | John Brosius och Alan Whitney (USA)                   | 3:55,38 | QR |
| 8.     | Ivan Ohmut och Miloš Kralj (YUG)                      | 4:23,20 | QR |
| Heat 3 |                                                       |         |    |
| 1.     | Nikolaj Gorbatjov och Viktor Kratasiuk (URS)          | 3:42,18 | QS |
| 2.     | Coştel Cosniţǎ och Vasile Simiocenco (ROU)            | 3:43,33 | QS |
| 3.     | Hans-Jürgen Riemenschneider och Horst Mattern (FRG)   | 3:45,78 | QS |
| 4.     | Marc Moens och Herman Naegels (BEL)                   | 3:47,02 | QR |
| 5.     | Donald Cooper och Tom Dooney (NZL)                    | 3:56,48 | QR |
| 6.     | Gilberto Soriano och Horacio Flores (MEX)             | 4:03,99 | QR |
| 7.     | Barthélemy Koffi Baugré och Paul Gnamia M'Boule (CIV) | 4:04,00 | QR |
| -      | Terje Wesche och Per Blom (NOR)                       | DISQ    |    |

### Återkval
| Återkval 1 |                                                       |         |    |
| 1.         | Jens Sørensen och Jørgen Andersen (DEN)               | 3:40,52 | QS |
| 2.         | Herminio Menéndez och José María Esteban (ESP)        | 3:40,54 | QS |
| 3.         | Douglas Parnham och Robert Avery (GBR)                | 3:40,65 | QS |
| 4.         | Howard Watkins och Brendan O'Connell (IRL)            | 3:45,18 |    |
| 5.         | Donald Cooper och Tom Dooney (NZL)                    | 3:45,65 |    |
| 6.         | Ivan Ohmut och Miloš Kralj (YUG)                      | 3:46,05 |    |
| Återkval 2 |                                                       |         |    |
| 1.         | Adrian Powell och Graham Johnson (AUS)                | 3:41,77 | QS |
| 2.         | John Brosius och Alan Whitney (USA)                   | 3:47,91 | QS |
| 3.         | Dennis Barré och Jean Barre (CAN)                     | 3:49,48 | QS |
| 4.         | Barthélemy Koffi Baugré och Paul Gnamia M'Boule (CIV) | 3:54,03 |    |
| Återkval 3 |                                                       |         |    |
| 1.         | Jean-Pierre Cordebois och Didier Niquet (FRA)         | 3:40,44 | QS |
| 2.         | Marc Moens och Herman Naegels (BEL)                   | 3:41,23 | QS |
| 3.         | Berndt Andersson och Bo Berglund (SWE)                | 3:42,93 | QS |
| 4.         | Edicto Gilbert och Rogelio Chirino (CUB)              | 3:44,15 |    |
| 5.         | Gilberto Soriano och Horacio Flores (MEX)             | 3:50,61 |    |

### Semifinaler
| Semifinal 1 |                                                     |         |    |
| 1.          | József Deme och János Rátkai (HUN)                  | 3:30,71 | QF |
| 2.          | Władysław Szuzkiewicz och Rafal Piszcz (POL)        | 3:34,50 | QF |
| 3.          | Hans-Jürgen Riemenschneider och Horst Mattern (FRG) | 3:35,16 | QF |
| 4.          | Jens Sørensen och Jørgen Andersen (DEN)             | 3:38,61 |    |
| 5.          | Berndt Andersson och Bo Berglund (SWE)              | 3:41,64 |    |
| 6.          | John Brosius och Alan Whitney (USA)                 | 3:46,43 |    |
| Semifinal 2 |                                                     |         |    |
| 1.          | Reiner Kurth och Alexander Slatnow (GDR)            | 3:32,82 | QF |
| 2.          | Coştel Cosniţǎ och Vasile Simiocenco (ROU)          | 3:34,60 | QF |
| 3.          | Vasil Chilingrov och Aleksandar Donkov (BUL)        | 3:36,39 | QF |
| 4.          | Adrian Powell och Graham Johnson (AUS)              | 3:36,40 |    |
| 5.          | Douglas Parnham och Robert Avery (GBR)              | 3:39,36 |    |
| 6.          | Marc Moens och Herman Naegels (BEL)                 | 3:42,52 |    |
| Semifinal 3 |                                                     |         |    |
| 1.          | Nikolaj Gorbatjov och Viktor Kratasiuk (URS)        | 3:30,69 | QF |
| 2.          | Günther Pfaff och Helmut Hediger (AUT)              | 3:34,09 | QF |
| 3.          | Jean-Pierre Cordebois och Didier Niquet (FRA)       | 3:35,21 | QF |
| 4.          | Herminio Menéndez och José María Esteban (ESP)      | 3:35,46 |    |
| 5.          | Dennis Barré och Jean Barre (CAN)                   | 3:38,56 |    |
| 6.          | Paolo Malacarne och Francesco De Santis (ITA)       | 3:40,06 |    |

### Final
| Gold   | Nikolaj Gorbatjov och Viktor Kratasiuk (URS)        | 3:31,23 |
| Silver | József Deme och János Rátkai (HUN)                  | 3:32,00 |
| Bronze | Władysław Szuzkiewicz och Rafal Piszcz (POL)        | 3:33,63 |
| 4.     | Reiner Kurth och Alexander Slatnow (GDR)            | 3:34,16 |
| 5.     | Coştel Cosniţǎ och Vasile Simiocenco (ROU)          | 3:35,66 |
| 6.     | Jean-Pierre Cordebois och Didier Niquet (FRA)       | 3:36,51 |
| 7.     | Günther Pfaff och Helmut Hediger (AUT)              | 3:36,61 |
| 8.     | Hans-Jürgen Riemenschneider och Horst Mattern (FRG) | 3:38,67 |
| 9.     | Vasil Chilingrov och Aleksandar Donkov (BUL)        | 3:45,40 |